# Cole Clark

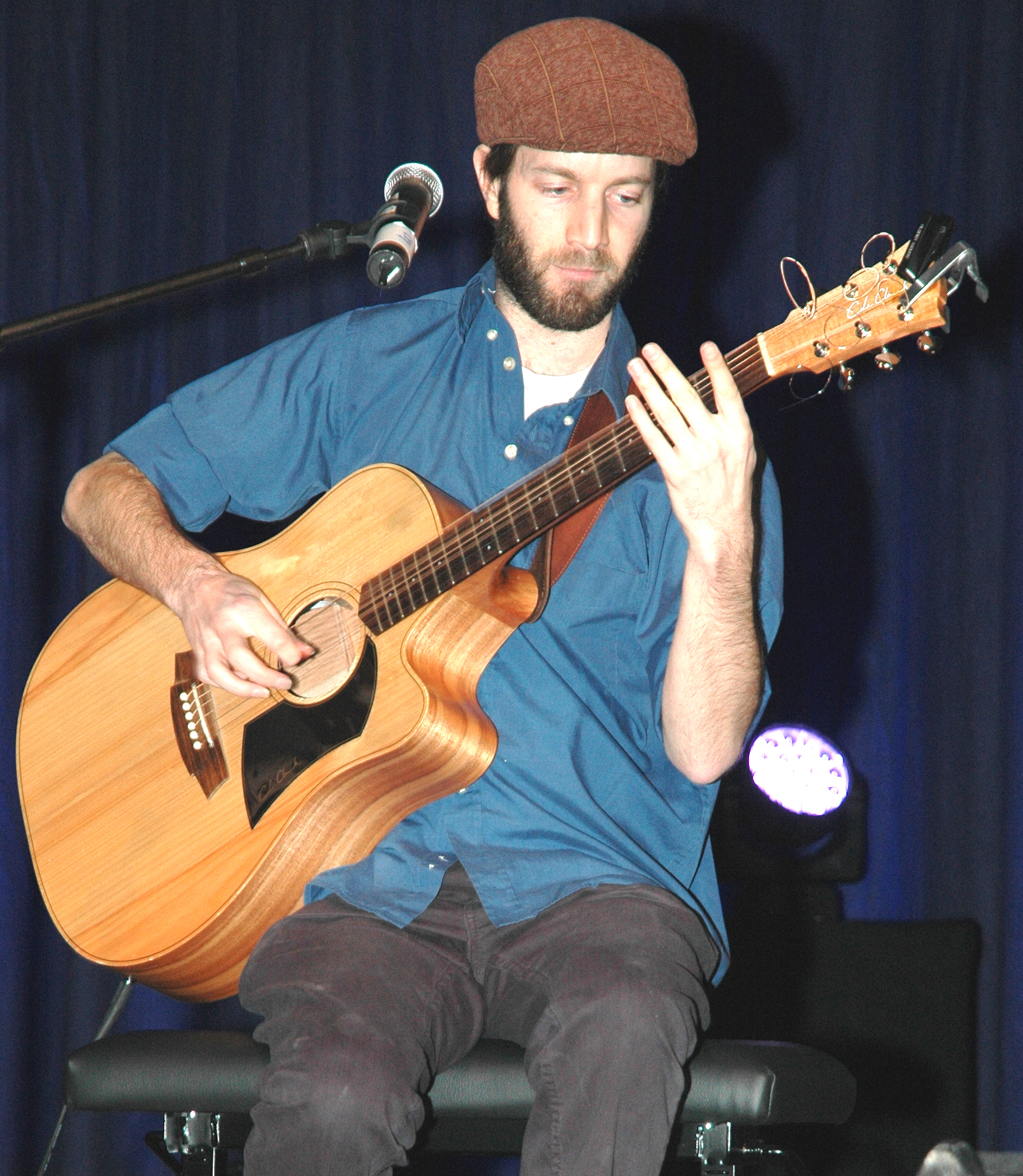
Tim McMillan utilisant une guitare acoustique Cole Clark.

Cole Clark est une entreprise australienne de fabrication de guitares acoustiques, de ukulélé et de lap steel fondée par Bradley Clark et Adam Cole. C'est actuellement Miles Jackson qui dirige Cole Clark, les deux fondateurs s'étant retirés de l'entreprise pour se consacrer à d'autres projets.

## Fabrication et caractéristiques
Les guitares Cole Clark utilisent principalement du bois massif, les essences utilisées pour ces instruments sont le bunya (pour la table), l'érable du Queensland (pour le fond et les éclisses), l'ébène ou encore le palissandre (pour la touche). Le choix du bunya, qui est un bois assez peu exploité dans la fabrication de guitares, s'explique selon Cole Clark par une solidité plus grande que les bois traditionnellement utilisés dans l'industrie. Il est par ailleurs issu d'un conifère naturellement présent en Australie.
Le procédé de fabrication de ces instruments repose sur l'alliance de la tradition et des technologies modernes. Le barrage utilisé est proche de celui que l'on retrouve sur les guitares Martin, réputé pour offrir un son dont l'articulation reste toujours précise.
L'entreprise compte 30 employés et dispose d'une capacité de production qui varie de 80 à 100 guitares par semaine pour des instruments réalisés en grande partie à la main.
Les guitares Cole Clark sont distribuées en France par Saico.

## Les Instruments[8]
- Fat Lady
- Angel
- 12 cordes
- Hollow Body
- Culprit
- Violap
- LapDog
- Ukulady

## Artistes Cole Clark
Plusieurs artistes réputés utilisent régulièrement les instruments Cole Clark.
- John Butler[9]
- Tim Rogers
- Jack Johnson[10]
- Patrick Rondat
- Xavier Rudd
- Christophe Godin
- Ben Harper, pour qui la marque fabriquera le lapsteel Violap[11].
- Pete Murray
- Julia Stone